# Franck Signorino
Franck Signorino (Nogent-sur-Marne,  Francia, 19 de septiembre de 1981) es un futbolista francés. Juega de lateral izquierdo.

## Trayectoria
Franck Signorino comenzó su carrera profesional en el FC Metz de la Ligue 1, la primera división francesa, desde la temporada 2001/2002 a la 2004/2005.
Tras su paso por el Metz, Signorino firma por el FC Nantes Atlantique cuajando grandes temporadas en la liga francesa, en la que es considerado uno de los mejores "tres" de la Ligue 1.
En 2007, finalmente fue fichado por el Getafe CF de la Primera División de España con el que debutó en liga el 16 de diciembre de 2007 contra el Villarreal CF tras un tiempo lesionado.
En el mercado de invierno de la temporada 2009/2010 fichó por el FC Cartagena, de la Segunda División española, en el que jugó en calidad de cedido. Demostró un gran nivel y luchó por subir a la Primera División en un equipo que estuvo 34 jornadas en ascenso. Jugó un total de 13 partidos.
Para la temporada 2010/11, aunque inicialmente el Getafe CF le asignó un dorsal, finalmente le rescindió el contrato, justo al iniciarse el curso.
En diciembre de 2010 ficha por el Royal Charleroi Sporting Club de la Primera División de Bélgica, que acabaría descendiendo al finalizar la temporada.
En 2011 firma un contrato de un año en el Stade Lavallois Mayenne Football Club de la Ligue 2, regresando a su país natal después de cinco años.
Su gran temporada en el Stade Laval le vale su fichaje por el histórico Stade de Reims, de la Ligue 1, en 2012.

## Clubes
| Club                                  | País    | Año       |
| ------------------------------------- | ------- | --------- |
| FC Metz                               | Francia | 2001-2005 |
| FC Nantes                             | Francia | 2005-2007 |
| Getafe CF                             | España  | 2007-2010 |
| FC Cartagena                          | España  | 2010      |
| Royal Charleroi Sporting Club         | Bélgica | 2010-2011 |
| Stade Lavallois Mayenne Football Club | Francia | 2011-2012 |
| Stade de Reims                        | Francia | 2012-2016 |